# 1630.
◄ | 16. stoljeće | 17. stoljeće | 18. stoljeće | ►
◄ | 1600-ih | 1610-ih | 1620-ih | 1630-ih | 1640-ih | 1650-ih | 1660-ih | ►
◄◄ | ◄ | 1627. | 1628. | 1629. | 1630. | 1631. | 1632. | 1633. | ► | ►►
Arhitektura • Astronomija • Glazba • Kazalište • Kiparstvo • Knjige • Književnost • Kršćanstvo • Medicina • Politika • Pravo • Promet • Slikarstvo • Znanost

## Događaji
- Kralj Ferdinand II. izdaje Vlaške statute.

## Smrti
- 26. siječnja – Henry Briggs, engleski matematičar (* 1561.)
- 15. studenog – Johannes Kepler, njemački astronom (* 1571.)

## Vanjske poveznice
|  | Zajednički poslužitelj ima još gradiva o temi 1630. |